# 九龍巴士31B線
九龍巴士31B線是由九巴營運的一條香港巴士路線，來往石籬（大隴街）及奧運站。

## 歷史
- 1967年12月23日：本線的前身33A線投入服務，來往北葵涌及深水埗碼頭。
- 1968年10月30日：33A線改稱31B線。
- 1971年9月1日：北葵涌總站更名為石籬。
- 1973年6月4日：深水埗碼頭總站遷往北河街。
- 1978年6月25日：深水埗碼頭總站遷往現時富昌邨位置。
- 1996年4月1日：配合石籬邨重建工程，總站由圍乪街口遷往石梨街（原石籬邨第九號球場）臨時總站。
- 1998年4月1日：配合12線縮短至深水埗碼頭，路線延長至大角咀。
- 1998年7月19日：配合奧運站公共運輸交匯處啟用，延長至奧運站。
- 1999年8月25日：石籬總站遷往石籬商場二期基座、大隴街總站。
- 2003年8月2日：本線增設空調服務。
- 2007年12月2日：配合兩鐵合併，九巴改稱奧運站為奧運鐵路站。
- 2011年9月22日：本線提升至全空調服務[2]。
- 2014年12月18日：增設到站時間預報。[3]
- 2021年3月29日：本線削減班次。
- 2022年8月14日：因應202線取消，本線增設發祥街往奧運站的分段收費[4]

## 服務時間及班次
| 石籬（大隴街）開 | 石籬（大隴街）開 | 石籬（大隴街）開 | 奧運站開         | 奧運站開    | 奧運站開     |
| 日期             | 服務時間         | 班次（分鐘）     | 日期             | 服務時間    | 班次（分鐘） |
| ---------------- | ---------------- | ---------------- | ---------------- | ----------- | ------------ |
| 星期一至五       | 05:35            | 05:35            | 星期一至五       | 06:00-07:00 | 20           |
| 星期一至五       | 05:55-07:40      | 15               | 星期一至五       | 07:00-08:45 | 15           |
| 星期一至五       | 07:40-08:40      | 12               | 星期一至五       | 08:45-14:45 | 20           |
| 星期一至五       | 08:40-09:30      | 12/13            | 星期一至五       | 14:45-15:00 | 15           |
| 星期一至五       | 09:30-16:50      | 20               | 星期一至五       | 15:00-18:00 | 12           |
| 星期一至五       | 16:50-18:50      | 15               | 星期一至五       | 18:00-21:00 | 15           |
| 星期一至五       | 18:50-00:10      | 20               | 星期一至五       | 21:00-23:00 | 20           |
|                  |                  |                  | 星期一至五       | 23:00-00:15 | 25           |
| 星期六           | 05:35-06:35      | 20               | 星期六           | 06:00-14:00 | 20           |
| 星期六           | 06:35-06:50      | 15               | 星期六           | 14:00-20:00 | 15           |
| 星期六           | 06:50-08:10      | 20               | 星期六           | 20:00-21:00 | 20           |
| 星期六           | 08:10-09:10      | 15               | 星期六           | 21:00-22:00 | 15           |
| 星期六           | 09:10-21:10      | 20               | 星期六           | 22:00-23:00 | 20           |
| 星期六           | 21:10-23:40      | 25               | 星期六           | 23:00-00:15 | 25           |
| 星期六           | 00:10            |                  |                  |             |              |
| 星期日及公眾假期 | 05:35-11:55      | 20               | 星期日及公眾假期 | 06:00-14:00 | 20           |
| 星期日及公眾假期 | 11:55-12:55      | 15               | 星期日及公眾假期 | 14:00-15:00 | 15           |
| 星期日及公眾假期 | 12:55-13:35      | 20               | 星期日及公眾假期 | 15:00-16:00 | 20           |
| 星期日及公眾假期 | 13:35-15:05      | 15               | 星期日及公眾假期 | 16:00-18:15 | 15           |
| 星期日及公眾假期 | 15:05-17:05      | 20               | 星期日及公眾假期 | 18:15-22:15 | 20           |
| 星期日及公眾假期 | 17:05-17:50      | 15               | 星期日及公眾假期 | 22:15-23:55 | 25           |
| 星期日及公眾假期 | 17:50-21:10      | 20               | 星期日及公眾假期 | 00:15       | 00:15        |
| 星期日及公眾假期 | 21:10-23:40      | 25               |                  |             |              |
| 星期日及公眾假期 | 00:10            |                  |                  |             |              |

## 收費
全程：$6.7
- 發祥街往奧運站／深水埗警署往石籬（大隴街）：$5.6

| - 本線設有12歲以下小童及65歲或以上長者半價優惠。 - 65歲或以上香港居民使用「樂悠咭」，以及12歲以下合資格殘疾兒童使用「殘疾人士身份」個人八達通繳付車資，均可享有每程$2.0或半價（以較低者為準）的票價優惠；12至64歲合資格殘疾人士使用「殘疾人士身份」個人八達通（包括「樂悠咭」），以及60至64歲香港居民使用「樂悠咭」繳付車資，均可享有每程$2.0或全費（以較低者為準）的票價優惠。 - 65歲或以上長者如使用長者或一般個人八達通繳付車資，則只可享有半價優惠；12至64歲合資格殘疾人士如不使用「殘疾人士身份」個人八達通，以及60至64歲人士如不使用「樂悠咭」繳付車資，必須繳付全費。 - 乘客可以現金或八達通於上車時付款，不設找續。 - 每位成人乘客可免費攜帶最多兩名4歲以下而不佔座位的兒童乘客乘車，超額之4歲以下小童必須繳付小童車費乘車。 - 持有「九巴月票」之乘客在車票有效期內，每日可享最多10程任何九龍巴士及龍運巴士路線（包括本路線，以及聯營路線的九龍巴士／龍運巴士提供的班次；惟乘搭機場「A」及「NA」線則可享原價二七折優惠（不會計算每天10次合資格車程））；而B1線則每日可享最多各2程（不會計算每天10次合資格車程）。 - 九龍巴士、城巴、龍運巴士及陽光巴士全職員工及家屬（不包括外判職員）可免費乘搭本路線，惟必須拍職員或職員家屬八達通。 - 乘客亦可透過多元化電子支付系統（e度嘟）繳付車資，包括使用非接觸式VISA卡、JCB卡、萬事達卡、銀聯卡、美國運通、大來國際、Discover Card、Apple Pay、Google Pay、Samsung Pay、AlipayHK「易乘碼」、支付寶、WeChatHK／微信支付「搭車碼」、銀聯雲閃付「乘車碼」及BOC Pay「乘車碼」。乘客使用此付款方式，使用此支付方式的乘客可享有中途下車之分段收費，以及與其他九巴／龍運獨營路線或聯營線九巴／龍運班次之轉乘優惠，惟不適用於與非九巴／龍運路線之轉乘優惠，亦不能享有「公共交通費用補貼計劃」及「長者及合資格殘疾人士公共交通票價優惠計劃」。 |

### 八達通轉乘優惠
乘客登上本線後150分鐘內以同一張八達通卡轉乘以下路線，或從以下路線登車後150分鐘內以同一張八達通卡轉乘本線，次程可獲車資折扣優惠：
31B←→72，次程可獲$6.2折扣優惠
- 31B往石籬 → 72往太和
- 72往長沙灣 → 31B往奧運站

31B往石籬（大隴街）→ 31M往石籬（梨貝街），次程可獲$1.9折扣優惠

## 使用車輛
現時本線使用9輛富豪B9TL（AVBWU）
| 車隊編號 | 車牌   |
| -------- | ------ |
| AVBWU43  | PK2847 |
| AVBWU71  | PV3959 |
| AVBWU78  | PV7060 |
| AVBWU97  | PV9753 |
| AVBWU98  | PV9867 |
| AVBWU181 | PY4665 |
| AVBWU191 | PY7519 |
| AVBWU232 | RG2936 |

## 行車路線

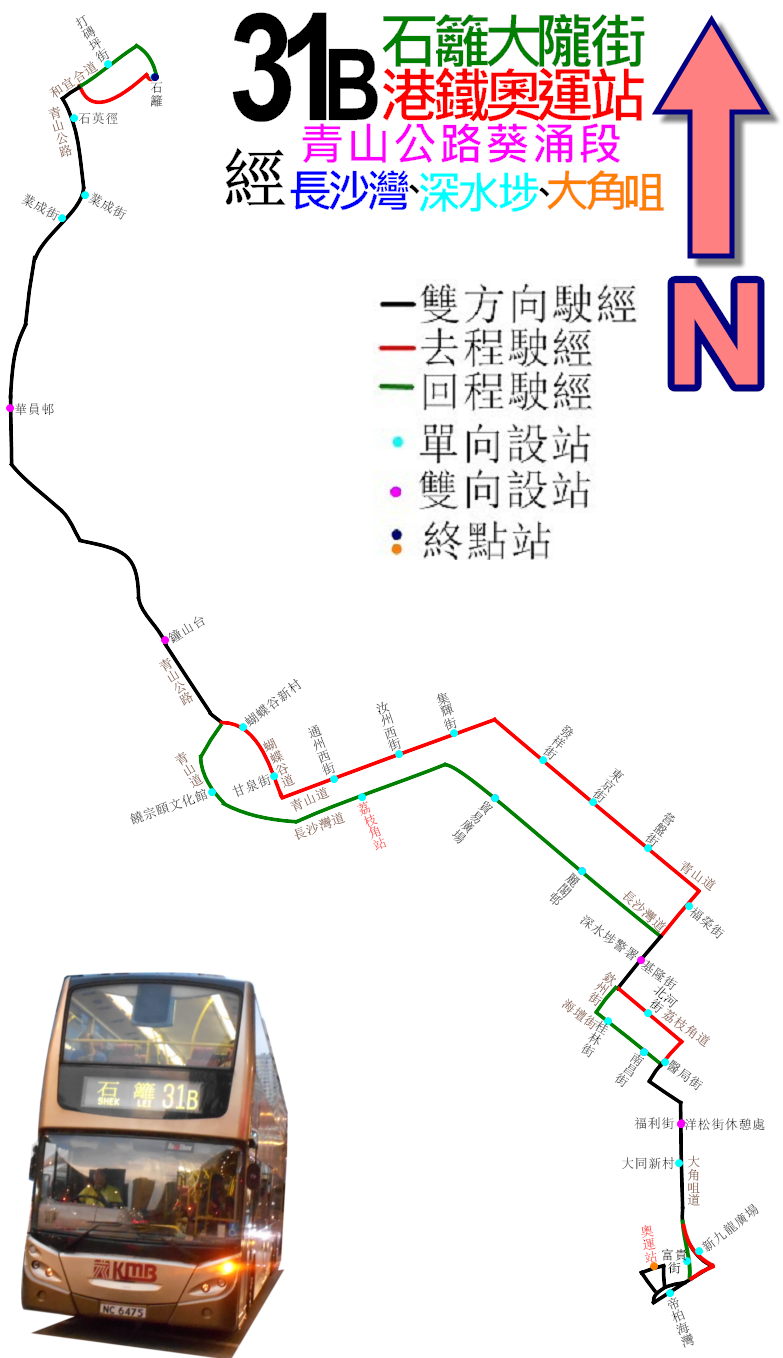
31B線的走線圖

石籬（大隴街）開經：大隴街、和宜合道、青山公路－葵涌段、蝴蝶谷道、青山道、欽州街、荔枝角道、南昌街、通州街、大角咀道、櫻桃街及海景街。
奧運站開經：深旺道、櫻桃街、大角咀道、通州街、南昌街、海壇街、欽州街、長沙灣道、青山公路－葵涌段、和宜合道及大隴街。
具體停站請參考資訊框

## 外部連結
九巴
- 九龍巴士31B線 （页面存档备份，存于）

其他
- 681巴士總站 （页面存档备份，存于）
- 31B資料 （页面存档备份，存于）